# Мазон Вичентино
Мазон Вичентино (итал. Mason Vicentino) је насеље у Италији у округу Виченца, региону Венето.
Према процени из 2011. у насељу је живело 1706 становника. Насеље се налази на надморској висини од 105 м.

## Становништво
Према резултатима пописа становништва 2011. у општини је живело 3.517 становника.
| 1951. | 1961. | 1971. | 1981. | 1991. | 2001. | 2011. |
| ----- | ----- | ----- | ----- | ----- | ----- | ----- |
| 2.782 | 2.605 | 2.684 | 2.855 | 2.926 | 3.130 | 3.517 |